# 1985-ös schwechati terrortámadás
Az 1985-ös schwechati terrortámadást az Abu Nidal terrorcsoportjának harcosai követték el az ausztriai Bécs–Schwechati nemzetközi repülőtéren, 1985. december 27-én egy Izraelbe induló repülőgép utasai ellen. A merénylet 3 halálos áldozatot követelt, a sebesültek száma több mint negyven volt.
A támadásnak több magyar sebesültje volt, köztük közismert színészek.

## Lefolyása
Röviddel reggel 9:15 után három palesztin terrorista megtámadta az El Al izraeli légitársaság gépére várakozó utasokat, köztük hat magyar művészt, akik éppen izraeli vendégszereplésre indultak volna. A támadók néhány másodperc alatt több kézigránátot dobtak a tömegbe, és több mint ezer lövést adtak le rájuk. Három utas – két osztrák és egy izraeli állampolgár – meghalt, és több mint negyvenen megsebesültek. A támadók lopott autóval szöktek el a helyszínről. Egyiküket később tűzharcban agyonlőtték, a másik kettőt súlyosan megsebesítve elfogták, és 19 éves börtönbüntetésre ítélték. Egyikük, 2014 januárjában szabadult, kertészként tért vissza, közel 60 évesen a szabad világba. A másik talán nem élte túl a börtönt.

## Magyar áldozatok
A támadásban többek között megsebesült Kibédi Ervin színművész, Kapus György, a Malév kirendeltségének vezetője és Szegedi Molnár Géza színész, akit a gerincén ért egy lövedék, ami miatt deréktól lefelé örökre megbénult.

### Egyidejű támadás Rómában

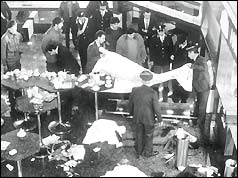
A római repülőtér csarnoka a támadás után.

A Róma-Fiumicino nemzetközi repülőtéren pár perccel később hasonló terrortámadást követtek el, aminek 13 halott és 70 sebesült áldozata lett.

## Fordítás
Ez a szócikk részben vagy egészben  a   Strage di Fiumicino (1985) című olasz Wikipédia-szócikk ezen változatának fordításán alapul.  Az eredeti cikk szerkesztőit annak laptörténete sorolja fel. Ez a jelzés csupán a megfogalmazás eredetét és a szerzői jogokat jelzi, nem szolgál a cikkben szereplő információk forrásmegjelöléseként.